# Phyllonorycter humilitatis
Phyllonorycter humilitatis là một loài bướm đêm thuộc họ Gracillariidae. Nó được tìm thấy ở Nepal.
Sải cánh dài khoảng 5.5 mm.